# Matthew Vaughan-Davies
Matthew Vaughan-Davies est un homme politique libéral gallois né le 17 décembre 1840 à Tan-y-Bwlch (en) et mort le 21 août 1935 à Tan-y-Bwlch. Il est député à la Chambre des communes de 1895 à 1921, puis siège à la Chambre des lords en tant que baron Ystwyth jusqu'à sa mort.

## Biographie

### Origines
Matthew Vaughan-Davies naît le 17 décembre 1840 à Tan-y-Bwlch (en), près d'Aberystwyth, dans le Cardiganshire. Il est le seul fils issu du mariage de Matthew et Emma Davies, qui ont également quatre filles. Il est scolarisé à la Harrow School pendant au moins une année.
Devenu propriétaire terrien à un jeune âge (son père meurt en 1853), il exerce rapidement des charges importantes dans son comté natal : il devient justice of the peace en 1862 et deputy lieutenant du Cardiganshire en 1864, puis haut-shérif du Cardiganshire (en) en 1875. Il s'implique d'autres manières dans la vie locale à Aberystwyth, soutenant le développement de l'agriculture et de l'université d'Aberystwyth.

### Carrière politique
Vaughan-Davies adhère alors aux idées du Parti conservateur, dont il préside la branche locale. Lors des élections générales de 1880, il milite pour la réélection du député conservateur Thomas Edward Lloyd (en), qui est battu par le candidat libéral Lewis Pugh Pugh (en). Cinq ans plus tard, lors des élections générales de 1885, il est sélectionné comme candidat conservateur pour le siège du Cardiganshire. Il fait preuve d'une grande énergie durant la campagne, mais ne parvient pas à battre son adversaire libéral David Davies.
Dans les années 1890, il se rapproche du Parti libéral, peut-être sous l'influence de sa femme Mary Jenkins, une veuve de Swansea qu'il épouse en 1889. Bien qu'il soit anglican et ne parle pas gallois, il ambitionne de succéder au libéral William Bowen Rowlands (en) comme député du Cardiganshire. En l'absence d'alternative, le parti le choisit pour porter ses couleurs lors des élections générales de 1895. Il remporte une victoire confortable sur le conservateur John Harford et entre ainsi à la Chambre des communes à l'âge de 55 ans.
Vaughan-Davies est systématiquement réélu lors des scrutins qui suivent. Il remporte plus de 70 % des suffrages en janvier 1910 et ne rencontre aucune opposition en décembre 1910, 1918. En dépit de ces résultats, le libéralisme connaît au tournant du siècle un certain déclin dans le Cardiganshire : la branche locale du parti ne survit que parce que Vaughan-Davies, qui en est le trésorier, en règle personnellement les dettes.
En 1921, Vaughan-Davies est anobli à l'occasion des New Year Honours. Il siège dès lors à la Chambre des lords avec le titre de « baron Ystwyth », en référence à l'Ystwyth, le fleuve côtier qui arrose Tan-y-Bwlch. Comme il n'a pas d'enfants, ce titre s'éteint à sa mort, le 21 août 1935, à l'âge de 94 ans.